# Corpus Coranicum

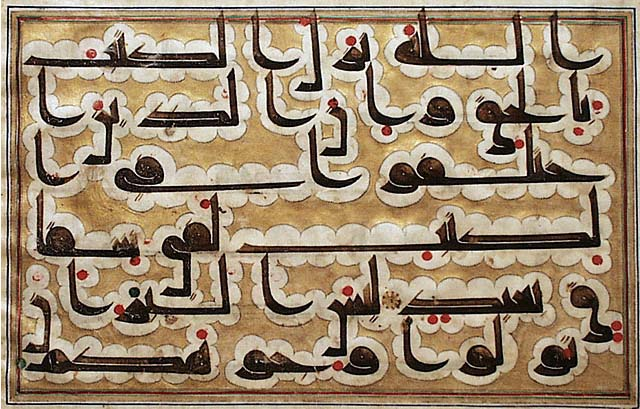
Ett öppnat exemplar av Koranen, islams heliga skrift.

Corpus Coranicum är ett forskningsprojekt inom Berlin-Brandenburgs Vetenskapsakademi för att skapa förutsättningar för en bättre förståelse av Koranen.
Med början 2007 har ansvaret legat på professorn i mellanösternstudier, Angelika Neuwirth, vid Freie Universität Berlin. Projektet avser att dokumentera Koranen i sin handskrivna form och i dess muntliga tradition, och inkluderar en omfattande kommentar tolka texten i samband med dess historiska utveckling.
Mycket av Corpus Coranicum källmaterial består av fotografier av gamla Koran-manuskript som insamlats före andra världskriget av Gotthelf Bergsträsser och Otto Pretzl. Anton Spitaler hävdade att fotosamlingen hade förstörts. Mot slutet av sitt liv erkände han att han hade gömt bilderna under nästan ett halvt sekel, och Neuwirth övertog ansvaret för arkivet.